# ويلهلم شروتر
ويلهلم شروتر هو عازف جاز وعازف بيانو وملحن برازيلي، ولد في 16 يناير 1960.